# Armley Mills

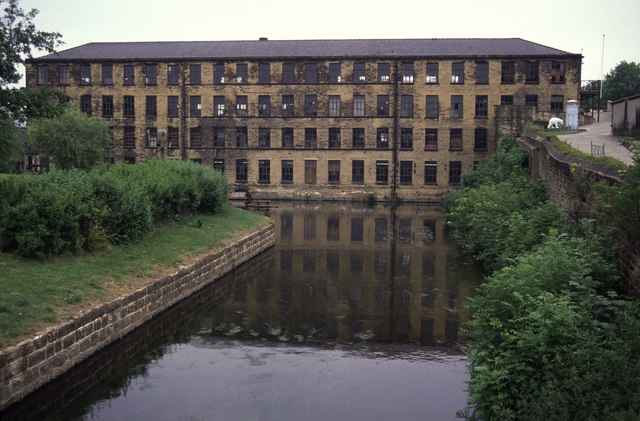
Leeds Industrial Museum at Armley Mills

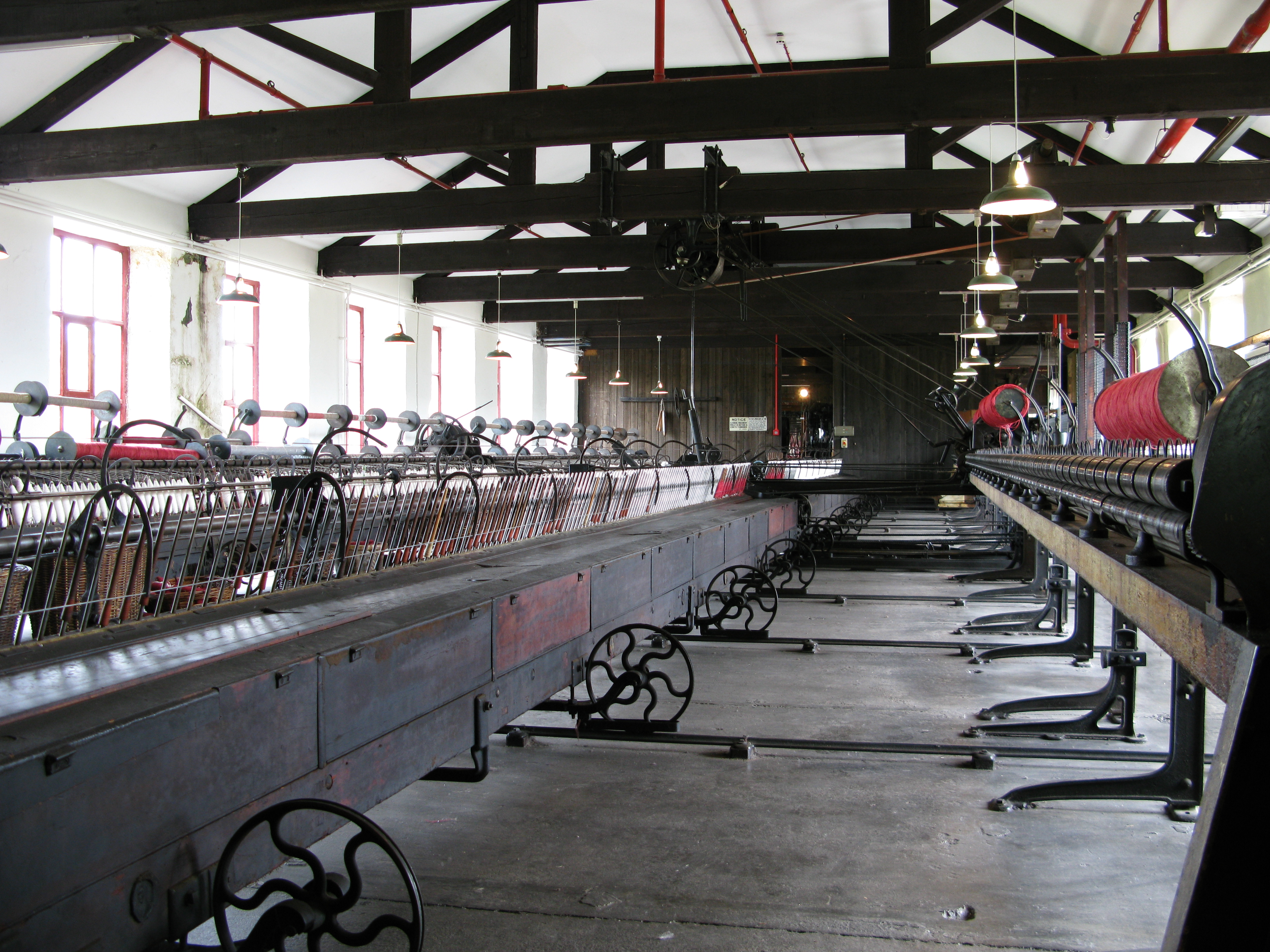
Textilmaskin för spinning

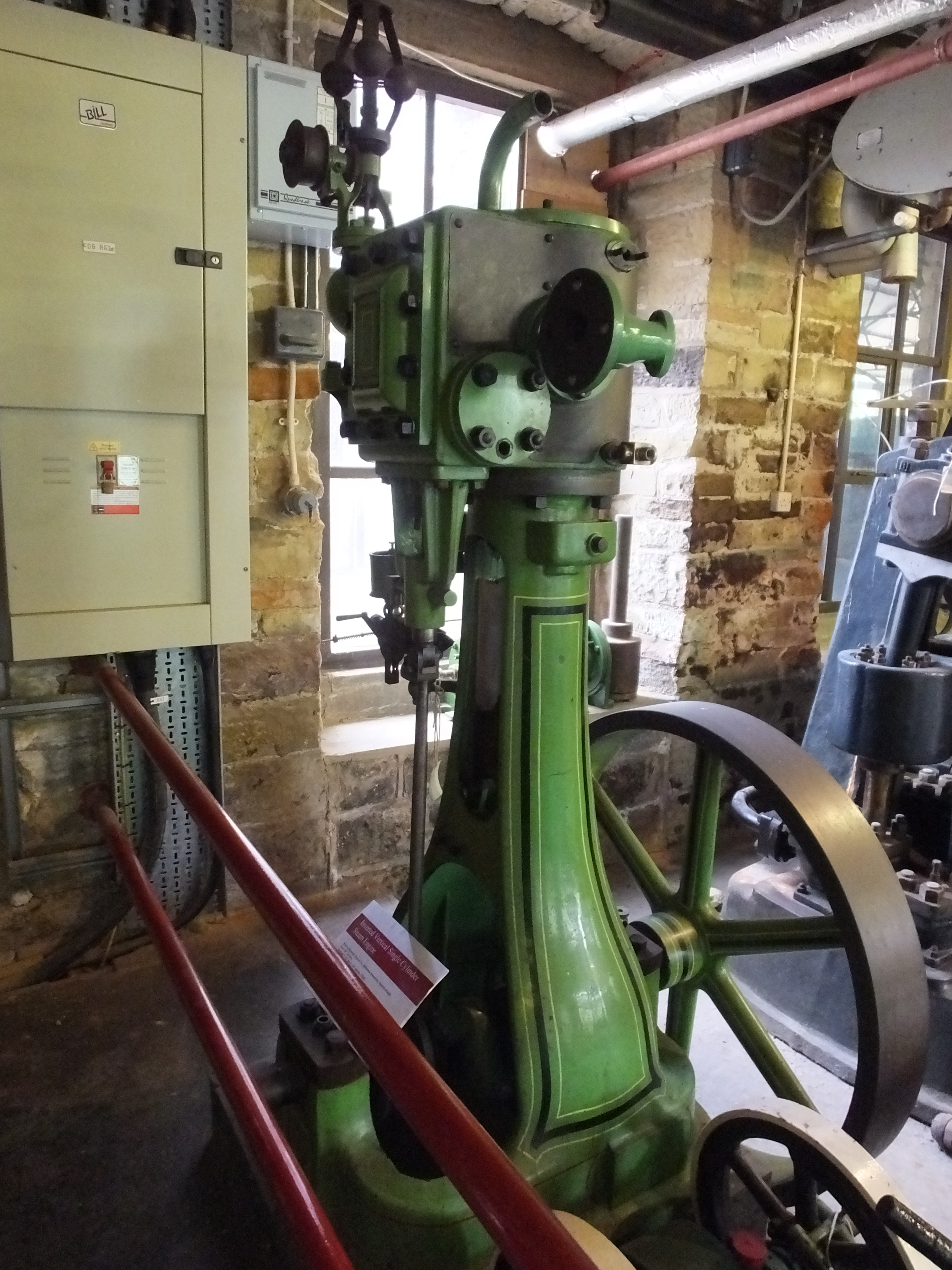
Arthur Heaton ångmangel, 1929

Armley Mills var en yllefabrik i Leeds i Storbritannien. Under Benjamin Gott blev den världens största yllefabrik. 
Armley Mills köptes 1969 av Leeds stad och är numera Leeds Industrial Museum at Armley Mills.

## Historik
Armley Mills nämns första gången 1559, då Richard Booth hyrde den av Henry Savile.